# La catadora de té

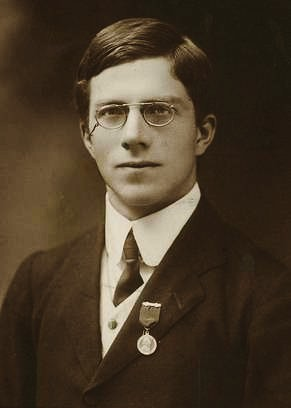
Ronald Fisher en 1913

En el diseño experimental en estadística, la catadora de té (lady tasting tea, en inglés) es un experimento aleatorizado que Ronald Fisher desarrolló y presentó en su libro The Design of Experiments (1935). Con este experimento, Fisher introdujo el concepto de la hipótesis nula. La descripción de Fisher tiene menos de 10 páginas, resalta por su simplicidad y porque tiene una descripción exhaustiva en cuanto a la terminología, los cálculos y el diseño del experimento. El ejemplo se basó vagamente en un evento real ocurrido en la vida de Fisher, la mujer fue Muriel Bristol y la prueba usada fue la prueba exacta de Fisher.

## El experimento

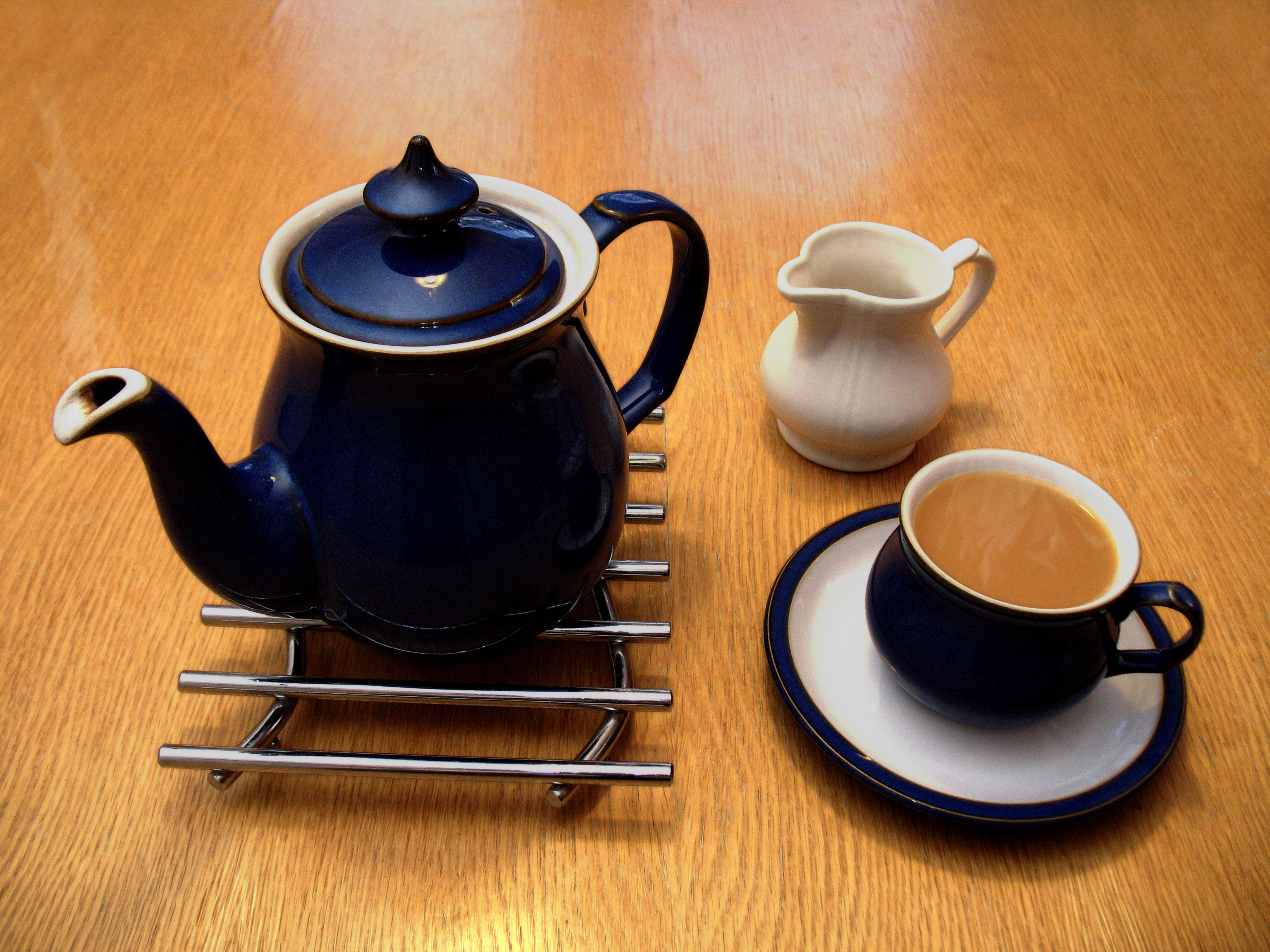
Tetera, jarrita para la leche y taza llena de té con leche.

La mujer dijo que podía distinguir, en una taza cualquiera de té con leche, si se había vertido primero la leche o primero el té,una distinción importante en la cultura de Inglaterra. Fisher propuso darle ocho tazas, cuatro de cada variedad, en un orden aleatorio. Luego podría preguntarse cuál fue la probabilidad de que ella descubriera correctamente cuáles tazas habían recibido primero la leche o primero el té, únicamente de manera aleatoria.
- En el experimento, se le dieron a la mujer ocho tazas ordenadas aleatoriamente: en cuatro de ellas, la leche se había agregado primero; en las otras cuatro, el té. Ella tenía que indicar cuáles tazas pertenecían a cada grupo.
  - Se le dio la ventaja de juzgar las tazas por comparación.
  - Se le informó a la mujer de todo lo relativo al experimento.
- La hipótesis nula suponía que la mujer no tenía la capacidad de distinguir las tazas.
  - Según la manera en la que Fisher abordó el problema, no existe una hipótesis alternativa;[1] este rasgo difiere de la estrategia Neyman-Pearson.
- El cálculo estadístico fue la demostración simple del número de éxitos en la elección de las tazas correctas.
- La distribución de la hipótesis nula se calculó a través del número de permutaciones, las cuales igualaron el número de permutaciones no seleccionadas.
- Usando una fórmula de combinación con {\displaystyle n=8} tazas totales y {\displaystyle k=4} tazas seleccionadas, existen {\displaystyle {\frac {8!}{4!(8-4)!}}=70} combinaciones posibles.

| Número de éxitos | Permutaciones de selección         | Número de permutaciones |
| ---------------- | ---------------------------------- | ----------------------- |
| 0                | oooo                               | 1 × 1 = 1               |
| 1                | ooox, ooxo, oxoo, xooo             | 4 × 4 = 16              |
| 2                | ooxx, oxox, oxxo, xoxo, xxoo, xoox | 6 × 6 = 36              |
| 3                | oxxx, xoxx, xxox, xxxo             | 4 × 4 = 16              |
| 4                | xxxx                               | 1 × 1 = 1               |
| Total            | Total                              | 70                      |

- La región crítica fue el caso único de cuatro éxitos de cuatro posibles éxitos, a partir de criterios convencionales de probabilidad (<5 %; 1 de 70, ≈1.4 %).

Si y solo si la mujer lograba clasificar correctamente las ocho tazas, Fisher rechazaría la hipótesis nula —y reconocería, por consiguiente, la habilidad de la mujer a un nivel de significancia de 1.4 % (pero sin cuantificar su habilidad)—. Más tarde, Fisher reconoció la ventaja de llevar a cabo más pruebas en ocasiones repetidas.